# Абдуллаев, Евгений Викторович
Евгений Викторович Абдуллаев (род. 19 апреля 1971, Ташкент) — русский прозаик, поэт, критик, философ и педагог, живущий в Узбекистане. Критические статьи публикует под настоящим именем, стихи и прозу под псевдонимом Сухбат Афлатуни.
Детство провёл в Намангане; с 1978 года живёт в Ташкенте. Окончил философский факультет Ташкентского государственного университета (1993).
Публиковался в журналах «Арион», «Дружба народов», «Звезда Востока», «Знамя», «Иерусалимский журнал», «Новая Юность», «Октябрь», альманахах «Малый шёлковый путь» (Ташкент — Москва, 1999—2005) и «Интерпоэзия» (Нью-Йорк — Москва, 2005) и др. Лауреат премий журнала «Октябрь» (2004, 2006), «Русской премии» (2005), молодёжной премии «Триумф» (2006).
Книга стихов «Псалмы и наброски» (Москва: ЛИО Р. Элинина, 2003), «Пейзаж с отрезанным ухом» (М.: Изд-во Р. Элинина, 2008). Проза «Ташкентский роман» (СПб: Амфора, 2006), «+39» (2011), «Поклонение волхвов» (2015), «Муравьиный царь» (2016).
Член редколлегии журнала «Звезда Востока» (с 2006); вошёл в редакционный совет журнала «Дружба народов» (с 2008).